# Ławeczka Stanisława Kozierowskiego w Poznaniu
Ławeczka Stanisława Kozierowskiego w Poznaniu – ławeczka pomnikowa upamiętniająca ks. prof. Stanisława Kozierowskiego, jednego z założycieli Wszechnicy Piastowskiej w Poznaniu. Usytuowana przed gmachem Collegium Maius przy ul. Aleksandra Fredry w Poznaniu.

## Opis
Uroczystego odsłonięcia ławeczki dokonano 6 czerwca 2019, w ramach obchodów 100-lecia Uniwersytetu Poznańskiego. Ławeczkę odsłonili rektorzy czterech uczelni wywodzących się z Uniwersytetu Poznańskiego: prof. Andrzej Lesicki – rektor Uniwersytetu im. Adama Mickiewicza, prof. Andrzej Tykarski – rektor Uniwersytetu Medycznego w Poznaniu, prof. Jan Pikul – rektor Uniwersytetu Przyrodniczego w Poznaniu i prof. Dariusz Wieliński – rektor Akademii Wychowania Fizycznego w Poznaniu.
Organizatorem uroczystości odsłonięcia pomnika byli: rektor Uniwersytetu im. Adama Mickiewicza w Poznaniu – prof. Andrzej Lesicki, Międzyuczelniany Komitet Obchodów 100-lecia Uniwersytetu Poznańskiego i Prezes Zarządu Fundacji Uniwersytetu im. Adama Mickiewicza w Poznaniu – prof. Jacek Guliński.
Ławeczkę ufundował Poznański Park Naukowo-Technologiczny Fundacji UAM. Twórcą ławeczki-pomnika jest artysta rzeźbiarz Grzegorz Godawa. Odlew został wykonany w Odlewni Artystycznej Juliusza i Barbary Kwiecińskich „Brązart” w Pleszewie.